# Marion von Klot
Anna Margreth Cecil Erika Marion von Klot (* 30. März 1897 auf dem Rittergut Puikeln (lettisch: Puikule) bei Wolmar, heute im Bezirk Aloja in Lettland; † 22. Mai 1919 in Riga), lettisch Anna Margrēta Cecīlija Erika Mariona fon Klota, war eine deutsch-baltische Adelige und Sängerin. Sie gilt als evangelische Märtyrerin.
Die Datumsangaben in diesem Artikel richten sich, wenn nicht anders angegeben, für den Zeitraum bis 1918 nach dem julianischen Kalender.

## Leben
Marion von Klot wurde als Tochter des Gutsherrn Reinhold von Klot (1849–1903) und seiner Frau Albertine Wilhelmine Edith, geborene Freiin von Wolff (* 1860), geboren. Ihre Brüder waren Friedrich Arnold Reinhold von Klot (1888–1920), Ernst Magnus von Klot (1899–1972) und Wilhelm Reinhold von Klot (1887–1960). Sie wuchs auf dem Gut Puikeln auf.
1903 zog Edith von Klot nach dem Tod ihres Mannes mit ihren Kindern nach Riga. Marion wurde dort in einem privaten deutschen Schulkreis ausgebildet.

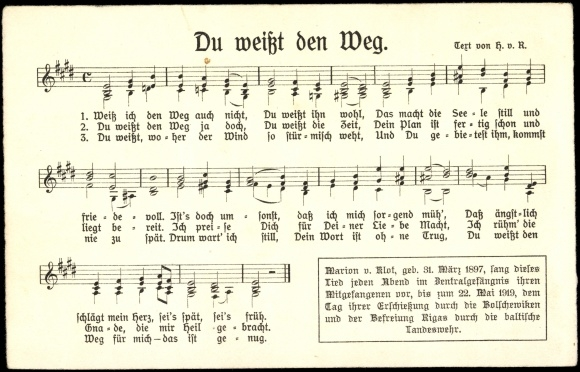
Das Lied „Weiß ich den Weg auch nicht, Du weißt ihn wohl“

Der Ausbruch des Ersten Weltkrieges verhinderte die geplante Gesangsausbildung Marions in Deutschland. Stattdessen erhielt sie in Riga Gesangsunterricht von Lilly Schroeders (nach der altitalienischen Methode von Francesco Lamperti) und trat dem Kirchenchor der Jakobi-Gemeinde bei. Pfarrer Erhard Doebler, der Marion von Klot konfirmiert hatte, veranlasste dort, dass das 1901 von Hedwig von Redern geschriebene Gedicht „Weiß ich den Weg auch nicht, Du weißt ihn wohl“ mit einer Melodie des englischen Komponisten John Bacchus Dykes (1823–1876) von 1868 vertont wurde. Es wurde bei der Konfirmation von Marion von Klots Bruder gesungen.
Im Neujahrsgottesdienst 1916 sang Marion von Klot es erstmals öffentlich selbst. Sie machte das Lied, das zu ihrem Lieblingslied wurde, mit ihrem Gesang in der Gemeinde bekannt; es wurde, oft von Marion von Klot bei entsprechenden Gelegenheiten gesungen, zum Trostlied für die Deutsch-Balten, deren Lage im Ersten Weltkrieg immer schlechter wurde.
Heute findet sich das Lied in verschiedenen Regionalteilen des Evangelischen Gesangbuches, z. B. für Rheinland, Westfalen und Lippe unter der Nummer 650 und für Niedersachsen und Bremen unter der Nummer 591; im Mennonitischen Gesangbuch steht es unter der Nummer 362.
Während des Krieges leistete Marion von Klot Hilfsdienste in Lazaretten.
Ab 1918 gab Marion von Klot eigene Liederabende. Ihre Stimme wurde als weich und klar beschrieben.
Am 3. Januar 1919 räumten die deutschen Truppen das rechte Ufer der Düna, woraufhin die Bolschewiki in Riga eindrangen und die Macht übernahmen. Viele leitende Beamte, Prediger, Gutsbesitzer und Adelige, darunter Marion von Klots Mutter und der zurückgekehrte Doebler, wurden als Hauptfeinde des Kommunismus inhaftiert. Marion von Klot selbst blieb bei ihrer Großmutter (mütterlicherseits, die andere Großmutter war 1903 verstorben), die nicht mehr fliehen konnte, und bemühte sich um die Freilassung ihrer Mutter.
Dies führte dazu, dass sie selbst am 7. April 1919 in das Zentralgefängnis von Riga eingeliefert wurde. Dort versuchte sie, ihre über 30 Zellengenossinnen, mit denen sie in einer viel zu engen Zelle unter harten Bedingungen inhaftiert war, mit Zuspruch, neutestamentlichen Lesungen und Gesang, allabendlich mit dem Lied „Weiß ich den Weg auch nicht, Du weißt ihn wohl“ zu trösten, was ihr trotz einer Fleckfieberepidemie unter den Gefangenen gelang.  Doebler konnte es von seiner benachbarten Zelle aus hören.
Für den 1. Mai erwarteten die Gefangenen eine Amnestie, die aber ausblieb. Sie waren zwischen Hoffnung und Schicksalsergebenheit hin- und hergerissen. Auch am Vorabend ihrer Exekution sang Marion von Klot ihr Lied.
Am Donnerstag, dem 22. Mai 1919 stand Riga vor der Rückeroberung durch die Baltische Landeswehr, wovon die Gefangenen nichts wussten. Kurz vor dem Rückzug der Bolschewiki wurden die 22-jährige Marion von Klot und 32 Mitgefangene am Nachmittag aus ihren Zellen geführt. Sie wurden in geordnetem Zug durch die langen Korridore unter schwerer Bewachung auf den Gefängnishof geführt. Dort hatten Soldaten der Roten Armee Aufstellung genommen, welche nun alle Hinausgeführten erschossen. Marion von Klots letzte Worte sollen gewesen sein:

„Jetzt nur nicht schwach werden.“

Sofort danach flohen die Soldaten und Kommissare. Wenig später bahnte ein Panzerwagen der Landeswehr sich den Weg zum Gefängnis, die Verwandten der Gefangenen folgten ihm in den Hof. Sie waren erschüttert von dem Anblick, der sich ihnen bot.

## Nachleben und Rezeption
Nach ihrem Tod wurde in Marion von Klots Neuen Testament ein Zettel gefunden, auf dem sie aus dem Gedächtnis Melodie und Text des Liedes „Weiß ich den Weg auch nicht, Du weißt ihn wohl“ notiert hatte. Marion von Klot wurde am 27. Mai 1919 beerdigt, neben ihrer Großmutter, die nur wenige Tage zuvor gestorben war.
Marion von Klot wird in dem Roman Ein Mannsbild namens Prack von Friedrich Reck-Malleczewen erwähnt, der 1936 im Schützen-Verlag in Berlin erschien. (Reck-Malleczewen starb 1945 im KZ Dachau als christlicher Gegner des Nationalsozialismus.)

## Gedenktag
22. Mai im Evangelischen Namenkalender unter der Kategorie „Märtyrerin“.
Der Gedenktag wurde vor der Einführung des offiziellen Namenkalenders bereits geführt in:
- Jörg Erb: Die Wolke der Zeugen, Kassel 1951/1963, Bd. 4, S. 508–520
- Friedrich Hauß: Väter der Christenheit, Wuppertal 1956/1959, Neuauflage Haan: Brockhaus, 1991, ISBN 3-417-24625-3

Ein Vorschlag zur liturgischen Feier des Gedenktages findet sich auf evangelische-liturgie.de.